# Urumita
Urumita ist eine Gemeinde (municipio) im Departamento La Guajira in Kolumbien. Urumita liegt nah an der Grenze nach Venezuela.

## Geographie
Die Gemeinde Urumita liegt auf dem Gebiet der Serranía del Perijá, einem nördlichen Ausläufer der Anden. Die Gemeinde grenzt im Uhrzeigersinn an Villanueva, Venezuela, La Jagua del Pilar und an Valledupar.

## Bevölkerung
Die Gemeinde Urumita hat 19.629 Einwohner, von denen 11.776 im städtischen Teil (cabecera municipal) der Gemeinde leben (Stand: 2019).

## Geschichte
Der Ort Urumita ist indigenen Ursprungs. Er wurde nach dem indigenen Cacique Uruma benannt. Die offizielle Gründung erfolgte 1785 durch Juan Bautista Canalete. Seit 1972 hat Urumita den Status einer Gemeinde. Davor hatte es zu Villanueva gehört.

## Wirtschaft
Der wichtigste Wirtschaftszweig von Urumita sind Landwirtschaft und Tierhaltung.